# Rodder

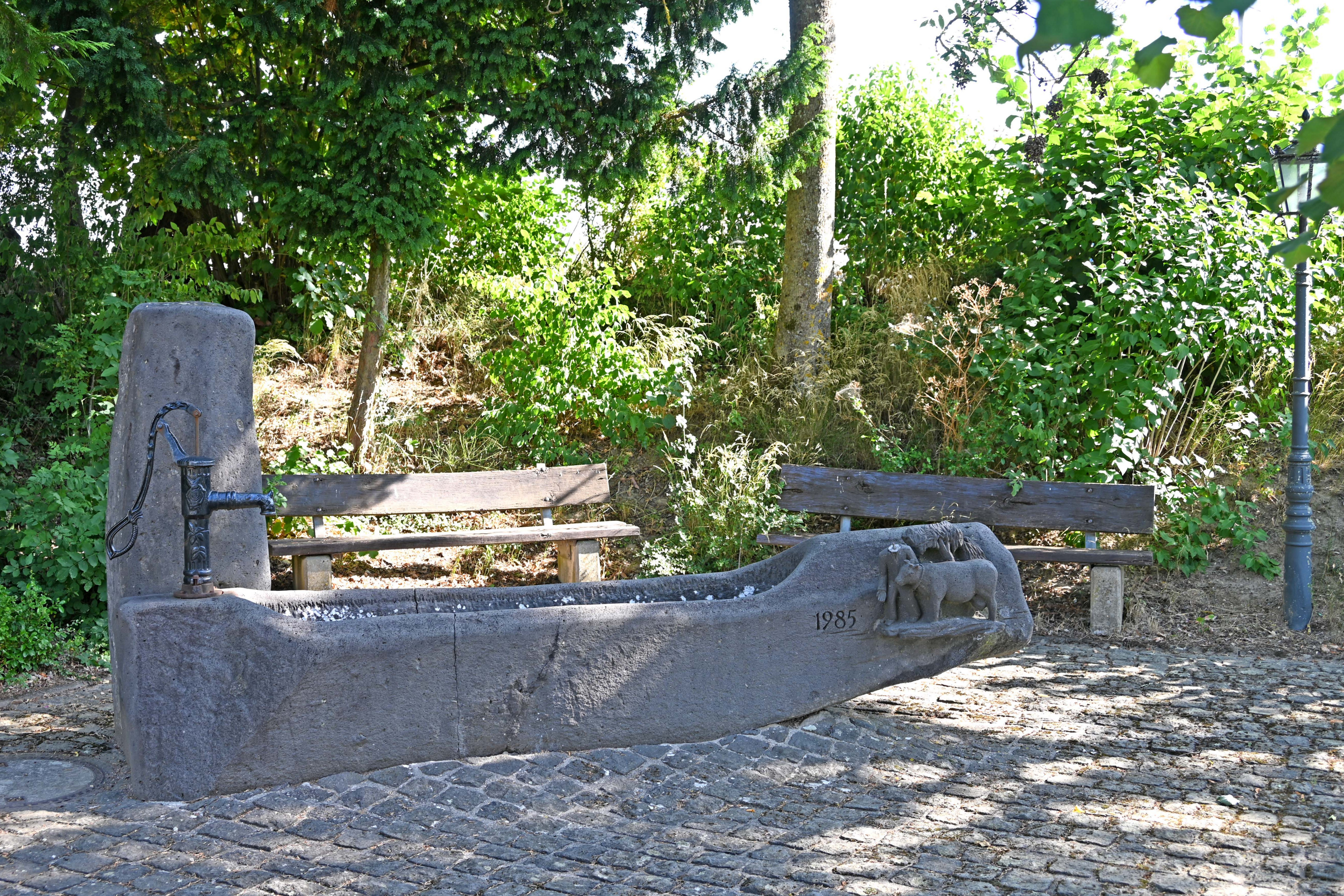
Dorfplatz mit Basaltbrunnen von 1985

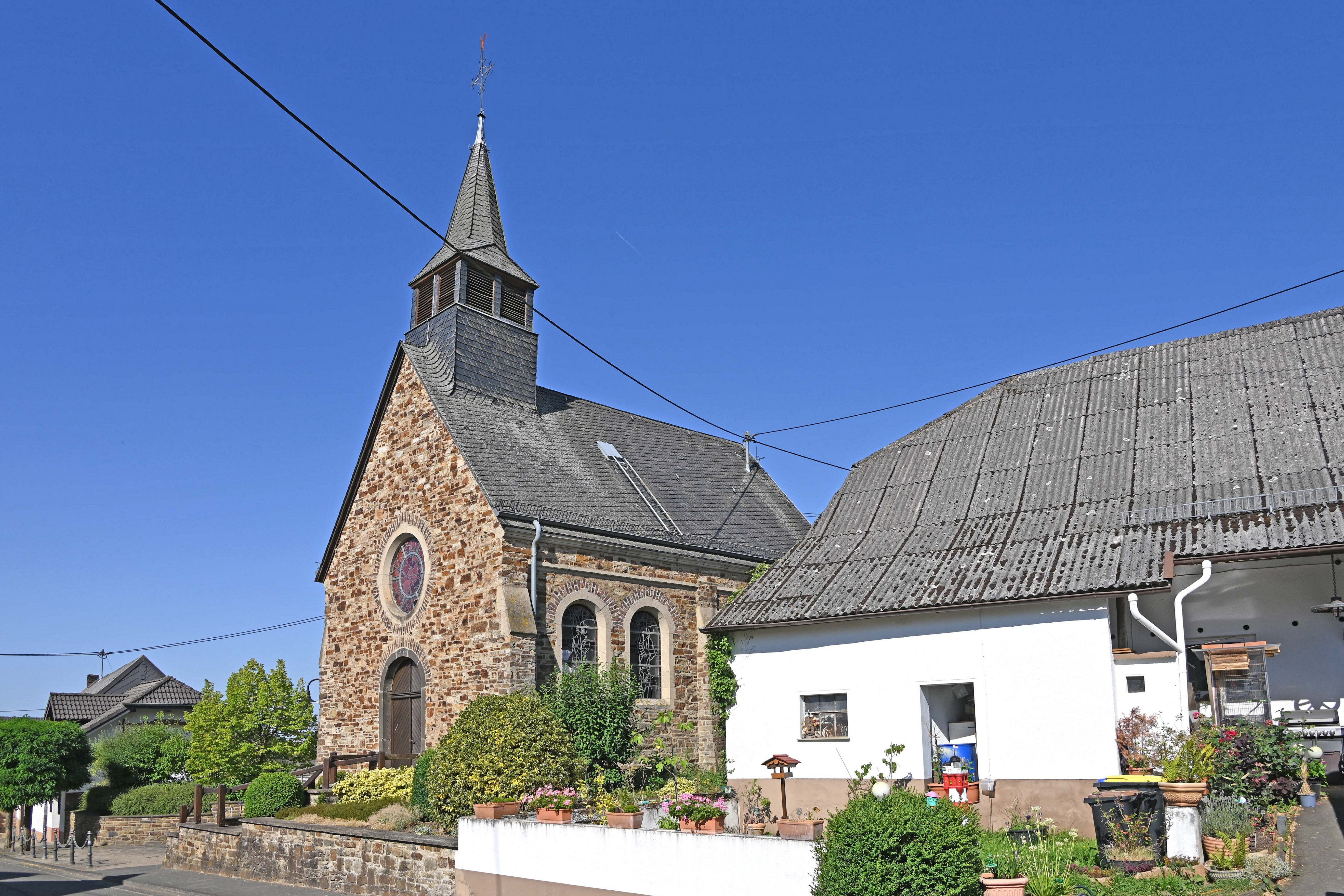
St. Rochuskapelle

Rodder ist eine Ortsgemeinde im Landkreis Ahrweiler in Rheinland-Pfalz. Sie gehört der Verbandsgemeinde Adenau an.

## Geographie

### Geographische Lage
Rodder liegt bei Adenau in der Eifel abseits größerer Durchgangsstraßen und relativ abgelegen in der Vulkaneifel. Nachbargemeinden sind Reifferscheid im Nordwesten, Honerath im Südwesten, Wirft im Süden, Müsch im Südwesten sowie Antweiler im Nordwesten. Die Bebauung liegt inmitten von Feldern, die wiederum von ausgedehnten Waldgebieten umschlossen sind.
Zu Rodder gehört auch der Wohnplatz Waldhof.

### Klima
Der Jahresniederschlag beträgt 719 mm.

## Geschichte
Erstmals urkundlich erwähnt wurde Rodder im Jahr 975, als der Ort im Besitz der Trierer Abtei St. Maximin war. Bis zum Ende des 18. Jahrhunderts gehörte er zum kurkölnischen Amt Nürburg und zum Schultheißenamt Reifferscheid. Bei der Pestepidemie 1667 starb fast die ganze Bevölkerung des Ortes.
Unter der französischen Verwaltung gehörte Rodder zum Kanton Adenau im Rhein-Mosel-Département. Aufgrund der Beschlüsse auf dem Wiener Kongress wurde 1815 das linke Rheinufer, damit auch Rodder, dem Königreich Preußen zugeordnet. Nach der von Preußen neu geschaffenen Verwaltungsstruktur gehörte Rodder von 1816 an zur Bürgermeisterei Adenau im Kreis Adenau, der dem Regierungsbezirk Koblenz in der Rheinprovinz (1822) zugeordnet war. Seit 1946 ist Rodder Teil des Landes Rheinland-Pfalz.
Der Brandkatastrophe 1857 fielen 13 Gebäude einschließlich ihrer Stallungen zum Opfer.
Statistik zur Einwohnerentwicklung
Die Entwicklung der Einwohnerzahl von Rodder, die Werte von 1871 bis 1987 beruhen auf Volkszählungen:
| Jahr | Einwohner |
| 1815 | 218       |
| 1835 | 229       |
| 1871 | 172       |
| 1905 | 136       |
| 1939 | 164       |
| 1950 | 188       |

| Jahr | Einwohner |
| 1961 | 161       |
| 1970 | 184       |
| 1987 | 217       |
| 1997 | 240       |
| 2005 | 266       |
| 2023 | 239       |

## Politik

### Bürgermeister
Thomas Jüngling ist seit dem 12. Juli 2019 Ortsbürgermeister von Rodder.
Jünglings Vorgänger als Ortsbürgermeister war Peter Meyer.

### Wappen
| Wappen von Rodder | Blasonierung: „Im roten Schildhaupt ein Schwarz-Silber geschachtetes Kreuz. Im linken oberen Schildteil ein silberner Löwenkopf und im rechten unteren Schildteil ein silbernes Eichenblatt.“ |
| Wappen von Rodder | Wappenbegründung: Bis 1290 besaßen die Nürburger Grafen als Landesherren die Oberhoheit über das Dorf. Bei dem im Wappen abgebildeten Löwenkopf handelt es sich also um den silbernen Löwen der Grafen von Nürburg. Danach ab 1356 waren es die Kölner Erzbischöfe, die die Kurfürstenwürde innehatten. Diese schufen aus der Nürburger Grafschaft das gleichnamige kurkölnische Amt. Hierfür leisteten die Rodderer auch ihre Fuhrdienste und zahlten Abgaben aus den Einnahmen des Holzeinschlages. Innerhalb des Amtes gehörte Rodder zum Schultheißenamt Reifferscheid. Das Kreuz im Wappen ist also das schwarze Kreuz des Kurfürstentums Köln. Mit dem Einmarsch der französischen Revolutionstruppen wurde Kurköln aufgehoben. Rodder gehörte jetzt zur Mairie (Bürgermeisterei) Adenau, im Arrondissement Bonn, Rhein - Mosel Departement Koblenz. Seit jeher war neben der Landwirtschaft der Wald die wirtschaftliche Grundlage des Dorfes. Hier ist besonders die Eiche zu nennen, aus deren Holz die Fachwerkhäuser gebaut wurden, die die Jahrhunderte überdauert haben. |

## Kultur und Sehenswürdigkeiten
- Die Kapelle St. Rochus von 1903
- Jährliches Kirmes- bzw. Kirchweihfest wird am Sonntag vor dem 16. August (Rochus) gefeiert.
- Alte Fachwerkhäuser

Siehe auch: Liste der Kulturdenkmäler in Rodder